# Alpine Skiweltmeisterschaften 2009/Teilnehmer
An der 40. Alpinen Skiweltmeisterschaften 2009 nahmen folgende Sportler teil:

## Andorra
| Männer | Frauen - Mireia Gutiérrez Super-G → 29. Super-Kombination → 19. Slalom → ausgeschieden |

## Argentinien
| Männer - Segundo Denegri Riesenslalom-Qualifikation → ausgeschieden Slalom-Qualifikation → ausgeschieden - Cristian Javier Simari Birkner Riesenslalom → 25. Slalom-Qualifikation → 10. Slalom → ausgeschieden - Agustín Torres Riesenslalom-Qualifikation → 25. Riesenslalom → ausgeschieden Slalom-Qualifikation → 42. | Frauen - Macarena Simari Birkner Super-Kombination → 23. Abfahrt → 30. Riesenslalom → 37. - María Belén Simari Birkner Super-Kombination → 21. Abfahrt → 31. Riesenslalom → 38. Slalom → 36. - Nicol Gastaldi Riesenslalom → ausgeschieden Slalom → ausgeschieden - Julieta Quiroga Riesenslalom → 48. Slalom → ausgeschieden |

## Armenien
| Männer - Yura Manukjan Riesenslalom-Qualifikation → 53. Slalom-Qualifikation → 66. - Arsen Nersisjan Riesenslalom-Qualifikation → ausgeschieden Slalom-Qualifikation → ausgeschieden - Abraham Sarkachjan Riesenslalom-Qualifikation → 46. Slalom-Qualifikation → 54. | Frauen |

## Aserbaidschan
| Männer - Cedric Notz Riesenslalom-Qualifikation → 50. Slalom-Qualifikation → 58. | Frauen - Gaia Bassani Antivari Riesenslalom → 51. Slalom → ausgeschieden |

## Australien
| Männer - Craig Branch Super-G → 35. - Jono Brauer Riesenslalom → 31. Slalom → ausgeschieden - Christian Geiger Riesenslalom-Qualifikation → 21. Riesenslalom → ausgeschieden Slalom-Qualifikation → 29. - Matthew Robertson Slalom-Qualifikation → 30. - Bryce Stevens Riesenslalom-Qualifikation → 14. Riesenslalom → 45. - Hugh Stevens Riesenslalom-Qualifikation → 17. Riesenslalom → 51. Slalom-Qualifikation → 26. | Frauen |

## Belarus
| Männer - Siarhei Mazaleuski Riesenslalom-Qualifikation → nicht gestartet | Frauen - Jelisaweta Kusmenko Super-G → 30. Riesenslalom → ausgeschieden Slalom → ausgeschieden - Marija Schkanowa Super-G → 31. Riesenslalom → ausgeschieden Slalom → ausgeschieden |

## Belgien
| Männer - Kai Alaerts Riesenslalom-Qualifikation → ausgeschieden Slalom-Qualifikation → 18. Slalom → ausgeschieden - Niels Cornette Riesenslalom-Qualifikation → 28. Slalom-Qualifikation → ausgeschieden - Frederik Van Buynder Super-G → ausgeschieden Riesenslalom-Qualifikation → ausgeschieden - Jeroen Van Den Bogaert Riesenslalom-Qualifikation → 8. Riesenslalom → ausgeschieden Slalom-Qualifikation → 14. Slalom → 18. - Victor Willemsen Slalom-Qualifikation → 44. | Frauen - Karen Persyn Slalom → 21. - Isabel Van Buynder Super-G → ausgeschieden Super-Kombination → 24. Abfahrt → 32. Riesenslalom → 47. Slalom → disqualifiziert |

## Bosnien und Herzegowina
| Männer - Slaven Badura Riesenslalom-Qualifikation → ausgeschieden Slalom-Qualifikation → 55. - Marko Rudić Riesenslalom-Qualifikation → ausgeschieden Slalom-Qualifikation → 34. | Frauen - Maja Klepić Riesenslalom → ausgeschieden Slalom → ausgeschieden - Žana Novaković Riesenslalom → disqualifiziert Slalom → ausgeschieden |

## Brasilien
| Männer - Jhonatan Longhi Riesenslalom-Qualifikation → 26. Slalom-Qualifikation → 33. | Frauen - Maya Harrisson Riesenslalom → 44. Slalom → ausgeschieden |

## Bulgarien
| Männer - Kilian Albrecht Slalom → ausgeschieden - Georgi Georgiew Super-G → 40. Super-Kombination → ausgeschieden Riesenslalom-Qualifikation → 33. Slalom-Qualifikation → 9. Slalom → ausgeschieden - Stefan Georgiew Super-G → 37. Super-Kombination → 22. Riesenslalom-Qualifikation → 9. Riesenslalom → 43. Slalom-Qualifikation → 4. Slalom → 16. - Kiril Manolow Super-G → ausgeschieden Riesenslalom-Qualifikation → 19. Riesenslalom → 39. - Nikola Tschongarow Super-G → ausgeschieden Super-Kombination → ausgeschieden Riesenslalom-Qualifikation → 23. Riesenslalom → 42. Slalom-Qualifikation → ausgeschieden | Frauen - Marija Kirkowa Super-G → 28. Super-Kombination → 22. Riesenslalom → 34. Slalom → ausgeschieden |

## Chile
| Männer - Rafael Anguita Super-G → ausgeschieden Riesenslalom-Qualifikation → ausgeschieden - Jorge Mandrú Super-G → ausgeschieden Riesenslalom → 52. - Jorge Martinic Super-G → 43. Riesenslalom-Qualifikation → 12. Riesenslalom → ausgeschieden | Frauen - Noelle Barahona Super-G → 37. Riesenslalom → 54. Slalom → 39. - Stephanie Joffroy Super-G → 35. Riesenslalom → ausgeschieden Slalom → ausgeschieden - Florencia Marinovic Super-G → 38. |

## Dänemark
| Männer - Nichlas Bojer Jensen Riesenslalom-Qualifikation → 51. Slalom-Qualifikation → 61. - Alex Jægersen Riesenslalom-Qualifikation → ausgeschieden Slalom-Qualifikation → 51. - Nicolai Madsen Slalom-Qualifikation → ausgeschieden - Nils-Henrik Stene Riesenslalom-Qualifikation → disqualifiziert - Christian Vial Riesenslalom-Qualifikation → 34. Slalom-Qualifikation → 39. | Frauen - Sophie Fjellvang-Sølling Riesenslalom → 53. - Katrine Møller Jensen Riesenslalom → 57. Slalom → 50. |

## Deutschland
| Männer - Stephan Keppler Super-G → 24. Abfahrt → 15. Super-Kombination → 20. - Stefan Kogler Slalom → ausgeschieden - Felix Neureuther Riesenslalom → 19. Slalom → 4. - Andreas Strodl Super-G → ausgeschieden - Peter Strodl Super-G → ausgeschieden | Frauen - Fanny Chmelar Slalom → 8. - Kathrin Hölzl Riesenslalom → 1. Slalom → 18. - Viktoria Rebensburg Super-G → 10. Riesenslalom → 9. - Maria Riesch Super-G → 8. Super-Kombination → 4. Abfahrt → 10. Riesenslalom → 28. Slalom → 1. - Susanne Riesch Slalom → ausgeschieden - Gina Stechert Super-G → ausgeschieden Super-Kombination → 12. Abfahrt → 26. |

## Finnland
| Männer - Jukka Leino Riesenslalom → 17. Slalom → ausgeschieden - Andreas Romar Slalom-Qualifikation → disqualifiziert - Marcus Sandell Riesenslalom → 16. Slalom-Qualifikation → 1. Slalom → ausgeschieden | Frauen - Sanni Leinonen Riesenslalom → 21. Slalom → 11. - Tanja Poutiainen Riesenslalom → 3. Slalom → 3. - Tii-Maria Romar Slalom → 35. |

## Frankreich
| Männer - Alexandre Anselmet Slalom → disqualifiziert - Pierre-Emmanuel Dalcin Super-G → 22. Abfahrt → 18. - Thomas Fanara Riesenslalom → ausgeschieden - Jean-Baptiste Grange Super-Kombination → ausgeschieden Riesenslalom → 7. Slalom → ausgeschieden - Julien Lizeroux Super-Kombination → 2. Slalom → 2. - Thomas Mermillod Blondin Super-Kombination → 6. - Steve Missillier Slalom → 6. - David Poisson Super-G → 34. Abfahrt → ausgeschieden - Cyprien Richard Riesenslalom → ausgeschieden - Gauthier de Tessières Super-G → 11. Riesenslalom → 15. - Adrien Théaux Super-G → 21. Abfahrt → 5. Super-Kombination → ausgeschieden | Frauen - Sandrine Aubert Super-Kombination → 9. Slalom → 26. - Taïna Barioz Riesenslalom → 11. - Marion Bertrand Riesenslalom → 17. Slalom → disqualifiziert - Olivia Bertrand Riesenslalom → 13. - Ingrid Jacquemod Super-G → 19. Super-Kombination → 15. Abfahrt → 20. - Marie Marchand-Arvier Super-G → 2. Super-Kombination → 5. Abfahrt → 6. - Nastasia Noens Slalom → 13. - Aurélie Revillet Super-G → 24. Abfahrt → 12. - Marion Rolland Super-G → 16. Super-Kombination → 18. Abfahrt → 5. - Tessa Worley Riesenslalom → 7. |

## Georgien
| Männer - Iason Abramaschwili Riesenslalom-Qualifikation → 15. Riesenslalom → ausgeschieden Slalom-Qualifikation → 6. Slalom → disqualifiziert - Aleksi Benianidse Riesenslalom-Qualifikation → ausgeschieden Slalom-Qualifikation → 37. - Wachtang Tediaschwili Riesenslalom-Qualifikation → disqualifiziert Slalom-Qualifikation → ausgeschieden - Kote Wachtangischwili Riesenslalom-Qualifikation → 30. Slalom-Qualifikation → 32. | Frauen |

## Ghana
| Männer - Kwame Nkrumah-Acheampong Riesenslalom-Qualifikation → 59. Slalom-Qualifikation → 69. | Frauen |

## Griechenland
| Männer - Nikos Bonou Riesenslalom-Qualifikation → ausgeschieden Slalom-Qualifikation → ausgeschieden - Vasilios Dimitriadis Slalom-Qualifikation → ausgeschieden - Pavlos Tripodakis Riesenslalom-Qualifikation → 40. Slalom-Qualifikation → disqualifiziert - Alexandros Tsaknakis Riesenslalom-Qualifikation → ausgeschieden - Stephanos Tsimikalis Riesenslalom-Qualifikation → 41. Slalom-Qualifikation → ausgeschieden | Frauen - Sofia Ralli Riesenslalom → 46. Slalom → 40. |

## Indien
| Männer - Santosh Kumar Riesenslalom-Qualifikation → 56. Slalom-Qualifikation → disqualifiziert - Jamyang Namgial Riesenslalom-Qualifikation → 54. Slalom-Qualifikation → ausgeschieden | Frauen |

## Iran
| Männer - Alidad Saveh Shemshaki Riesenslalom-Qualifikation → disqualifiziert Slalom-Qualifikation → 45. - Hossein Saveh Shemshaki Riesenslalom-Qualifikation → 45. Slalom-Qualifikation → 43. - Porya Saveh Shemshaki Riesenslalom-Qualifikation → ausgeschieden Slalom-Qualifikation → nicht zum 2. Durchgang gestartet - Omid Tir Riesenslalom-Qualifikation → 49. Slalom-Qualifikation → 53. | Frauen - Marjan Kalhor Riesenslalom → 60. Slalom → disqualifiziert - Mitra Kalhor Riesenslalom → 58. Slalom → 49. - Fatemeh Kiadarbandsari Riesenslalom → ausgeschieden Slalom → 48. |

## Irland
| Männer - Brian Byrne Riesenslalom-Qualifikation → ausgeschieden Slalom-Qualifikation → ausgeschieden - Peter Byrne Riesenslalom-Qualifikation → 48. Slalom-Qualifikation → ausgeschieden - Shane O’Connor Slalom-Qualifikation → 49. | Frauen |

## Island
| Männer - Björgvin Björgvinsson Riesenslalom → ausgeschieden Slalom → disqualifiziert - Gísli Rafn Guðmundsson Riesenslalom-Qualifikation → disqualifiziert Slalom-Qualifikation → ausgeschieden - Stefán Jón Sigurgeirsson Super-G → 38. Super-Kombination → ausgeschieden Riesenslalom-Qualifikation → 22. Riesenslalom → ausgeschieden Slalom-Qualifikation → 23. Slalom → ausgeschieden - Árni Þorvaldsson Super-G → 42. Super-Kombination → nicht zum 2. Durchgang gestartet Riesenslalom-Qualifikation → nicht zum 2. Durchgang gestartet | Frauen |

## Israel
| Männer - Mikail Renzhin Riesenslalom-Qualifikation → 32. Slalom-Qualifikation → 35. | Frauen |

## Italien
| Männer - Massimiliano Blardone Riesenslalom → 5. - Peter Fill Super-G → 2. Abfahrt → 14. Super-Kombination → 5. - Werner Heel Super-G → 14. Abfahrt → 7. - Christof Innerhofer Super-G → 4. Abfahrt → 10. Super-Kombination → 15. - Manfred Mölgg Riesenslalom → 12. Slalom → ausgeschieden - Alexander Ploner Riesenslalom → 8. - Giuliano Razzoli Slalom → ausgeschieden - Giorgio Rocca Slalom → ausgeschieden - Davide Simoncelli Riesenslalom → 11. - Patrick Staudacher Super-G → 17. Super-Kombination → 18. - Patrick Thaler Slalom → 7. - Stefan Thanei Super-G → 15. Abfahrt → 16. Super-Kombination → 21. | Frauen - Irene Curtoni Slalom → disqualifiziert - Nadia Fanchini Super-G → 9. Abfahrt → 3. - Nicole Gius Riesenslalom → ausgeschieden Slalom → 5. - Denise Karbon Riesenslalom → 4. - Daniela Merighetti Super-G → ausgeschieden Super-Kombination → ausgeschieden Abfahrt → 16. Slalom → 4. - Manuela Mölgg Riesenslalom → ausgeschieden Slalom → disqualifiziert - Karen Putzer Riesenslalom → 20. - Lucia Recchia Super-G → ausgeschieden - Johanna Schnarf Super-Kombination → 6. - Wendy Siorpaes Super-G → 21. Abfahrt → 8. - Verena Stuffer Abfahrt → 23. |

## Japan
| Männer - Kentarō Minagawa Slalom → ausgeschieden - Akira Sasaki Riesenslalom → ausgeschieden Slalom → ausgeschieden - Naoki Yuasa Riesenslalom-Qualifikation → 5. Riesenslalom → 29. Slalom → ausgeschieden | Frauen - Mizue Hoshi Riesenslalom → ausgeschieden Slalom → 27. |

## Kaimaninseln
| Männer - Dillon Travers Riesenslalom-Qualifikation → nicht gestartet - Dow Travers Riesenslalom-Qualifikation → disqualifiziert Slalom-Qualifikation → 67. | Frauen |

## Kanada
| Männer - Julien Cousineau Slalom → ausgeschieden - Robbie Dixon Super-G → 20. Super-Kombination → ausgeschieden Riesenslalom → 21. - Thomas Grandi Slalom → disqualifiziert - Erik Guay Super-G → 19. Abfahrt → ausgeschieden - Jan Hudec Abfahrt → ausgeschieden - Michael Janyk Riesenslalom → 32. Slalom → 3. - John Kucera Super-G → 6. Abfahrt → 1. Super-Kombination → nicht zum 2. Durchgang gestartet Riesenslalom → 44. - Manuel Osborne-Paradis Super-G → ausgeschieden Abfahrt → ausgeschieden - Jean-Philippe Roy Riesenslalom → ausgeschieden - Paul Stutz Super-Kombination → ausgeschieden - Trevor White Slalom → disqualifiziert | Frauen - Brigitte Acton Slalom → 25. - Emily Brydon Super-G → 13. Super-Kombination → ausgeschieden Abfahrt → 11. - Marie-Michèle Gagnon Riesenslalom → ausgeschieden Slalom → ausgeschieden - Anna Goodman Slalom → 12. - Britt Janyk Super-G → 17. Abfahrt → ausgeschieden Riesenslalom → 26. - Marie-Pier Préfontaine Riesenslalom → 35. Slalom → nicht gestartet - Geneviève Simard Riesenslalom → ausgeschieden - Kelly VanderBeek Super-G → 23. Abfahrt → 21. - Larisa Yurkiw Super-G → ausgeschieden |

## Kasachstan
| Männer - Martin Chuber Super-G → nicht gestartet Slalom-Qualifikation → 38. - Taras Pimenow Super-G → 44. Riesenslalom-Qualifikation → 35. Slalom-Qualifikation → 41. - Igor Sakurdajew Super-G → 45. Riesenslalom-Qualifikation → ausgeschieden Slalom-Qualifikation → 36. | Frauen - Ljudmila Fedotowa Super-G → ausgeschieden Riesenslalom → 50. Slalom → 45. |

## Kirgisistan
| Männer - Igor Borissow Riesenslalom-Qualifikation → ausgeschieden Slalom-Qualifikation → 62. - Iwan Borissow Riesenslalom-Qualifikation → disqualifiziert Slalom-Qualifikation → 57. - Alexander Trelewski Riesenslalom-Qualifikation → disqualifiziert - Dmitri Trelewski Riesenslalom-Qualifikation → ausgeschieden Slalom-Qualifikation → 60. | Frauen |

## Kolumbien
| Männer | Frauen - Cynthia Denzler Riesenslalom → ausgeschieden Slalom → ausgeschieden |

## Kroatien
| Männer - Ivica Kostelić Super-G → nicht gestartet - Danko Marinelli Riesenslalom-Qualifikation → 2. Riesenslalom → 53. Slalom-Qualifikation → 17. Slalom → ausgeschieden - Ivan Ratkić Super-G → 31. Super-Kombination → 13. - Dalibor Šamšal Riesenslalom → 40. Slalom → ausgeschieden - Tin Široki Super-G → ausgeschieden Super-Kombination → 14. Abfahrt → 23. Riesenslalom → 37. Slalom-Qualifikation → 20. Slalom → ausgeschieden - Natko Zrnčić-Dim Super-G → 23. Abfahrt → 19. Super-Kombination → 3. Riesenslalom → 27. Slalom → 14. | Frauen - Matea Ferk Slalom → ausgeschieden - Nika Fleiss Riesenslalom → 32. Slalom → ausgeschieden - Ana Jelušić Riesenslalom → nicht gestartet Slalom → 7. - Sofija Novoselić Riesenslalom → disqualifiziert Slalom → 33. |

## Lettland
| Männer - Einārs Lansmanis Super-G → 47. Riesenslalom-Qualifikation → 38. Slalom-Qualifikation → 40. - Svens Markss Riesenslalom-Qualifikation → ausgeschieden Slalom-Qualifikation → ausgeschieden - Roberts Rode Super-G → ausgeschieden Riesenslalom-Qualifikation → 42. Slalom-Qualifikation → ausgeschieden | Frauen - Anna Bondare Riesenslalom → 55. - Liene Fimbauere Riesenslalom → 48. Slalom → 42. - Ketija Kleinshmite Riesenslalom → ausgeschieden - Kristine Poshka Riesenslalom → 59. Slalom → ausgeschieden |

## Libanon
| Männer - Jamil Mehanna Riesenslalom-Qualifikation → disqualifiziert Slalom-Qualifikation → 65. - Georges Salameh Riesenslalom-Qualifikation → nicht zum 2. Durchgang gestartet Slalom-Qualifikation → ausgeschieden | Frauen - Andrea Araman Riesenslalom → 56. Slalom → ausgeschieden - Jacky Chamouin Riesenslalom → ausgeschieden Slalom → 47. - Chirine Njeim Riesenslalom → nicht gestartet Slalom → nicht gestartet |

Die FIS bestätigte am 5. März 2009 einen positiven Dopingbefund bei Georges Salameh während der Weltmeisterschaft.

## Liechtenstein
| Männer - Marco Büchel Super-G → 7. Abfahrt → 4. | Frauen - Marina Nigg Slalom → 20. |

## Litauen
| Männer - Tomas Endriukaitis Riesenslalom-Qualifikation → 58. Slalom-Qualifikation → nicht gestartet | Frauen |

## Luxemburg
| Männer - Ben Trierweiler Riesenslalom-Qualifikation → 57. Slalom-Qualifikation → ausgeschieden | Frauen |

## Marokko
| Männer - Samir Azzimani Riesenslalom-Qualifikation → ausgeschieden Slalom-Qualifikation → ausgeschieden | Frauen |

## Mazedonien
| Männer - Dardan Dehari Riesenslalom-Qualifikation → 37. Slalom-Qualifikation → 48. - Antonio Ristevski Riesenslalom-Qualifikation → 36. Slalom-Qualifikation → 25. Slalom → ausgeschieden - Aleksandar Vitanov Riesenslalom-Qualifikation → 31. Slalom-Qualifikation → ausgeschieden | Frauen |

## Mexiko
| Männer - Hubertus von Hohenlohe Riesenslalom-Qualifikation → nicht zum 2. Durchgang gestartet Slalom-Qualifikation → 64. | Frauen |

## Moldawien
| Männer - Urs Imboden Slalom → 9. - Christophe Roux Riesenslalom → 36. Slalom-Qualifikation → 16. Slalom → ausgeschieden | Frauen |

## Monaco
| Männer - Olivier Jenot Riesenslalom-Qualifikation → 20. Riesenslalom → ausgeschieden Slalom-Qualifikation → 27. | Frauen - Alexandra Coletti Super-G → ausgeschieden Super-Kombination → ausgeschieden Abfahrt → ausgeschieden |

## Mongolei
| Männer - Chagnaa Bayarzul Riesenslalom-Qualifikation → 61. Slalom-Qualifikation → nicht zum 2. Durchgang gestartet | Frauen |

## Montenegro
| Männer - Bojan Kosić Riesenslalom-Qualifikation → 39. Slalom-Qualifikation → ausgeschieden | Frauen |

## Nepal
| Männer - Kumar-Dhakal Shyam Riesenslalom-Qualifikation → 55. Slalom-Qualifikation → 68. - Khatri Subash Riesenslalom-Qualifikation → 60. | Frauen |

## Neuseeland
| Männer - Tim Cafe Super-G → 36. Riesenslalom-Qualifikation → 6. Riesenslalom → 46. Slalom-Qualifikation → 24. Slalom → disqualifiziert - Angus Howden Super-G → ausgeschieden Riesenslalom-Qualifikation → ausgeschieden Slalom-Qualifikation → 31. | Frauen - Sarah Jarvis Slalom → ausgeschieden |

## Niederlande
| Männer - Alwin de Quartel Riesenslalom-Qualifikation → 10. Riesenslalom → ausgeschieden Slalom-Qualifikation → 7. Slalom → ausgeschieden - Joery van Rooij Riesenslalom-Qualifikation → 16. Riesenslalom → 50. Slalom-Qualifikation → 13. Slalom → ausgeschieden | Frauen |

## Norwegen
| Männer - Kjetil Jansrud Super-G → ausgeschieden Super-Kombination → 9. Riesenslalom → ausgeschieden Slalom → ausgeschieden - Truls Ove Karlsen Riesenslalom → 13. Slalom → disqualifiziert - Lars Elton Myhre Super-G → ausgeschieden Abfahrt → ausgeschieden Super-Kombination → disqualifiziert Slalom → 11. - Aksel Lund Svindal Super-G → 3. Abfahrt → 11. Super-Kombination → 1. Riesenslalom → 9. | Frauen - Lene Løseth Riesenslalom → 19. Slalom → ausgeschieden - Mona Løseth Slalom → ausgeschieden - Nina Løseth Slalom → ausgeschieden |

## Österreich
| Männer - Romed Baumann Super-Kombination → 8. - Bernhard Graf Super-Kombination → ausgeschieden - Christoph Gruber Abfahrt → ausgeschieden - Reinfried Herbst Slalom → ausgeschieden - Marcel Hirscher Super-Kombination → ausgeschieden Riesenslalom → 4. Slalom → disqualifiziert - Klaus Kröll Super-G → 10. Abfahrt → 9. - Hermann Maier Super-G → 18. Abfahrt → 6. - Mario Matt Slalom → ausgeschieden - Manfred Pranger Slalom → 1. - Benjamin Raich Super-G → 5. Super-Kombination → ausgeschieden Riesenslalom → 2. Slalom → disqualifiziert - Hannes Reichelt Riesenslalom → 30. - Philipp Schörghofer Riesenslalom → 14. - Michael Walchhofer Super-G → 13. Abfahrt → 12. | Frauen - Anna Fenninger Super-G → 4. Super-Kombination → 7. Abfahrt → ausgeschieden Slalom → 32. - Andrea Fischbacher Super-G → 3. Abfahrt → 7. Riesenslalom → 24. - Elisabeth Görgl Super-G → 6. Super-Kombination → 3. Abfahrt → 4. Riesenslalom → 10. Slalom → 31. - Renate Götschl Super-G → ausgeschieden Abfahrt → 24. - Nicole Hosp Riesenslalom → 23. - Michaela Kirchgasser Super-Kombination → disqualifiziert Riesenslalom → 5. Slalom → ausgeschieden - Kathrin Zettel Super-Kombination → 1. Riesenslalom → 6. Slalom → ausgeschieden |

## Polen
| Männer - Maciej Bydliński Super-G → 41. Super-Kombination → 23. Riesenslalom-Qualifikation → disqualifiziert Slalom-Qualifikation → 11. Slalom → ausgeschieden | Frauen - Agnieszka Gąsienica-Daniel Riesenslalom → 33. Slalom → 34. - Katarzyna Karasińska Riesenslalom → 36. Slalom → 23. - Aleksandra Kluś Riesenslalom → 43. Slalom → 24. |

## Puerto Rico
| Männer | Frauen - Kristina Krone Riesenslalom → ausgeschieden Slalom → disqualifiziert |

## Rumänien
| Männer - Alexandru Barbu Super-G → nicht gestartet Riesenslalom-Qualifikation → ausgeschieden Slalom-Qualifikation → ausgeschieden - Ioan Nan Riesenslalom-Qualifikation → 13. Riesenslalom → ausgeschieden Slalom-Qualifikation → 28. | Frauen - Edith Miklós Super-G → 18. Super-Kombination → ausgeschieden Abfahrt → 18. - Bianca Nărea Riesenslalom → 45. Slalom → ausgeschieden - Sandra Nărea Riesenslalom → disqualifiziert Slalom → 37. |

## Russland
| Männer - Alexander Choroschilow Super-G → 30. Super-Kombination → 10. Riesenslalom-Qualifikation → 1. Riesenslalom → ausgeschieden Slalom → 12. - Iwan Kasakow Riesenslalom-Qualifikation → 29. Slalom-Qualifikation → 19. Slalom → 19. - Sergei Maitakow Riesenslalom → 28. - Alexander Stschastnych Slalom-Qualifikation → 15. Slalom → 20. - Stepan Sujew Super-G → 32. Super-Kombination → ausgeschieden Riesenslalom → 34. Slalom-Qualifikation → 2. Slalom → 15. | Frauen |

## San Marino
| Männer - Marino Cardelli Riesenslalom-Qualifikation → ausgeschieden Slalom-Qualifikation → 56. - Gian Luca Giordani Riesenslalom-Qualifikation → 52. Slalom-Qualifikation → ausgeschieden | Frauen |

## Schweden
| Männer - Johan Brolenius Slalom → ausgeschieden - Jens Byggmark Riesenslalom → ausgeschieden Slalom → disqualifiziert - Mattias Hargin Slalom → 5. - Patrik Järbyn Super-G → ausgeschieden - André Myhrer Riesenslalom → ausgeschieden Slalom → ausgeschieden - Hans Olsson Super-G → 33. Super-Kombination → 17. Abfahrt → ausgeschieden - Niklas Rainer Abfahrt → 20. Super-Kombination → 16. Riesenslalom → 24. | Frauen - Therese Borssén Slalom → ausgeschieden - Frida Hansdotter Super-G → ausgeschieden Super-Kombination → ausgeschieden Riesenslalom → ausgeschieden Slalom → 15. - Jessica Lindell-Vikarby Super-G → 12. - Anja Pärson Super-G → ausgeschieden Super-Kombination → ausgeschieden Abfahrt → 12. Riesenslalom → 15. Slalom → 9. - Maria Pietilä-Holmner Riesenslalom → 8. Slalom → ausgeschieden - Veronica Smedh Riesenslalom → 30. |

## Schweiz
| Männer - Marc Berthod Riesenslalom → 10. Slalom → ausgeschieden - Didier Cuche Super-G → 1. Abfahrt → 2. Riesenslalom → 6. - Didier Défago Super-G → 8. Abfahrt → ausgeschieden Riesenslalom → 20. - Marc Gini Slalom → ausgeschieden - Ambrosi Hoffmann Super-G → ausgeschieden Abfahrt → 17. - Carlo Janka Super-G → 9. Abfahrt → 3. Super-Kombination → nicht zum 2. Durchgang gestartet Riesenslalom → 1. - Sandro Viletta Super-Kombination → 6. Slalom → 13. - Silvan Zurbriggen Super-Kombination → 4. Slalom → ausgeschieden | Frauen - Fränzi Aufdenblatten Super-G → ausgeschieden - Aline Bonjour Riesenslalom → ausgeschieden Slalom → 10. - Andrea Dettling Super-G → ausgeschieden Super-Kombination → ausgeschieden Riesenslalom → 22. - Denise Feierabend Slalom → 6. - Sandra Gini Slalom → 16. - Dominique Gisin Abfahrt → ausgeschieden - Rabea Grand Super-Kombination → 14. Riesenslalom → ausgeschieden Slalom → 14. - Lara Gut Super-G → 7. Super-Kombination → 2. Abfahrt→ 2. Riesenslalom → ausgeschieden - Nadia Styger Abfahrt → ausgeschieden - Fabienne Suter Super-G → 11. Super-Kombination → 8. Abfahrt → 17. |

## Senegal
| Männer - Leyti Seck Slalom-Qualifikation → ausgeschieden | Frauen |

## Serbien
| Männer | Frauen - Jelena Lolović Super-G → 26. Riesenslalom → 25. Slalom → 22. - Marija Trmčić Slalom → ausgeschieden |

## Slowakei
| Männer - Jaroslav Babušiak Super-G → ausgeschieden Super-Kombination → 19. Riesenslalom-Qualifikation → 4. Riesenslalom → 38. Slalom-Qualifikation → 8. Slalom → ausgeschieden - Šimon Štancel Riesenslalom-Qualifikation → 27. Slalom-Qualifikation → 5. Slalom → 23. - Adam Žampa Riesenslalom-Qualifikation → 11. Riesenslalom → nicht gestartet Slalom-Qualifikation → 21. Slalom → 21. | Frauen - Jana Gantnerová Slalom → ausgeschieden - Barbora Lukáčová Riesenslalom → ausgeschieden Slalom → ausgeschieden - Jana Škvarková Riesenslalom → ausgeschieden Slalom → ausgeschieden - Veronika Zuzulová Riesenslalom → nicht gestartet |

## Slowenien
| Männer - Mitja Dragšič Slalom → ausgeschieden - Aleš Gorza Super-G → 16. Super-Kombination → ausgeschieden Riesenslalom → 23. - Andrej Jerman Super-G → 25. Abfahrt → 13. Super-Kombination → 12. - Rok Perko Super-G → ausgeschieden Super-Kombination → nicht zum 2. Durchgang gestartet Abfahrt → 22. - Mitja Valenčič Slalom → ausgeschieden - Bernard Vajdič Riesenslalom → 18. Slalom → ausgeschieden | Frauen - Vanja Brodnik Super-G → 27. Slalom → ausgeschieden - Ana Drev Riesenslalom → 14. - Maruša Ferk Super-G → ausgeschieden Super-Kombination → 10. Abfahrt → 22. Riesenslalom → 27. Slalom → 17. - Tina Maze Super-G → 5. Super-Kombination → ausgeschieden Riesenslalom → 2. Abfahrt → 14. - Mateja Robnik Super-G → ausgeschieden Super-Kombination → 13. Abfahrt → 25. Riesenslalom → 12. |

## Spanien
| Männer - Guillem Capdevila Riesenslalom-Qualifikation → 18. Riesenslalom → 48. Slalom-Qualifikation → 22. Slalom → ausgeschieden - Paul de la Cuesta Abfahrt → 26. Super-Kombination → ausgeschieden Riesenslalom-Qualifikation → 7. Riesenslalom → 46. - Diego Jiménez Riesenslalom-Qualifikation → 24. Riesenslalom → ausgeschieden - Ferrán Terra Abfahrt → 28. Super-Kombination → ausgeschieden Riesenslalom → 33. | Frauen - Mireia Clemente Riesenslalom → ausgeschieden Slalom → ausgeschieden - Andrea Jardi Riesenslalom → 40. - Leyre Morlans Super-G → ausgeschieden Super-Kombination → ausgeschieden Abfahrt → 28. - Carolina Ruiz Castillo Super-G → 14. Abfahrt → 19. |

## Südafrika
| Männer - Peter Scott Riesenslalom-Qualifikation → 47. Slalom-Qualifikation → 59. | Frauen |

## Südkorea
| Männer - Kyung Sung-Hyun Riesenslalom-Qualifikation → disqualifiziert Slalom-Qualifikation → ausgeschieden | Frauen |

## Tschechien
| Männer - Kryštof Krýzl Super-G → 26. Super-Kombination → 11. Riesenslalom → 22. Slalom → 8. - Filip Trejbal Slalom → disqualifiziert - Martin Vráblík Super-G → ausgeschieden - Petr Záhrobský Super-G → 27. Abfahrt → 24. Super-Kombination → nicht zum 2. Durchgang gestartet | Frauen - Lucie Hrstková Super-G → disqualifiziert Super-Kombination → 20. Riesenslalom → ausgeschieden - Klára Křížová Super-G → 25. Super-Kombination → 25. Abfahrt → 29. - Nikol Kučerová Slalom → ausgeschieden - Eva Kurfürstová Slalom → 30. - Šárka Záhrobská Super-G → 15. Super-Kombination → 11. Riesenslalom → 16. Slalom → 2. |

## Türkei
| Männer - Hamit Şare Riesenslalom-Qualifikation → ausgeschieden Slalom-Qualifikation → ausgeschieden | Frauen - Tugba Dasdemir Riesenslalom → 52. Slalom → 43. - Duygu Ulusoy Riesenslalom → ausgeschieden Slalom → ausgeschieden |

## Ukraine
| Männer - Serhij Dowhij Riesenslalom-Qualifikation → ausgeschieden Slalom-Qualifikation → 52. - Rostyslaw Feschtschuk Super-G → 46. Riesenslalom-Qualifikation → 43. Slalom-Qualifikation → 47. - Igor Wachnenko Riesenslalom-Qualifikation → disqualifiziert Slalom-Qualifikation → 46. | Frauen - Tamara Hissem Super-G → 36. Riesenslalom → ausgeschieden Slalom → ausgeschieden - Oxana Maschtschakewytsch Riesenslalom → ausgeschieden Slalom → 44. - Bogdana Mazjozka Super-G → 33. Riesenslalom → 42. Slalom → ausgeschieden - Anastassija Skrjabina Super-G → 32. Riesenslalom → ausgeschieden Slalom → 38. |

## Ungarn
| Männer - Márton Bene Riesenslalom-Qualifikation → 44. - Csaba Bujtás Riesenslalom-Qualifikation → nicht gestartet Slalom-Qualifikation → ausgeschieden - Norbert Farkas Riesenslalom-Qualifikation → ausgeschieden - Bence Szabó Riesenslalom-Qualifikation → ausgeschieden Slalom-Qualifikation → ausgeschieden - Bertold Szepesi Riesenslalom-Qualifikation → ausgeschieden Slalom-Qualifikation → 50. | Frauen - Anna Berecz Super-G → 34. Riesenslalom → 39. Slalom → ausgeschieden - Zsófia Döme Riesenslalom → 41. Slalom → ausgeschieden - Szelina Hellner Slalom → 46. |

## Vereinigtes Königreich
| Männer - Noel Baxter Riesenslalom → 35. Slalom-Qualifikation → 3. Slalom → 17. - Douglas Crawford Super-G → 28. Abfahrt → 21. Super-Kombination → ausgeschieden - Edward Drake Super-G → 29. Abfahrt → 27. Super-Kombination → disqualifiziert - Andrew Noble Riesenslalom → 49. Slalom-Qualifikation → ausgeschieden - Dave Ryding Riesenslalom-Qualifikation → 3. Riesenslalom → 41. Slalom-Qualifikation → 12. Slalom → ausgeschieden | Frauen - Chemmy Alcott Super-G → 20. Super-Kombination → 17. Abfahrt → 15. Riesenslalom → 29. |

## Vereinigte Staaten
| Männer - Jimmy Cochran Slalom → 10. - Erik Fisher Abfahrt → ausgeschieden Super-Kombination → nicht zum 2. Durchgang gestartet - Tim Jitloff Riesenslalom → 26. Slalom → 22. - Ted Ligety Super-G → ausgeschieden Super-Kombination → disqualifiziert Riesenslalom → 3. Slalom → ausgeschieden - Bode Miller Super-G → 12. Abfahrt → 8. Super-Kombination → ausgeschieden Riesenslalom → ausgeschieden Slalom → ausgeschieden - Marco Sullivan Super-G → ausgeschieden Abfahrt → 25. - Andrew Weibrecht Super-G → 39. Abfahrt → ausgeschieden Super-Kombination → nicht zum 2. Durchgang gestartet - Jake Zamansky Riesenslalom → ausgeschieden | Frauen - Stacey Cook Super-G → 22. Super-Kombination → 16. Abfahrt → 9. - Hailey Duke Slalom → 41. - Julia Mancuso Super-G → ausgeschieden Super-Kombination → ausgeschieden Riesenslalom → 18. - Chelsea Marshall Super-G → nicht gestartet Super-Kombination Abfahrt → 27. - Megan McJames Riesenslalom → ausgeschieden - Sarah Schleper Riesenslalom → 31. Slalom → 28. - Resi Stiegler Slalom → 19. - Lindsey Vonn Super-G → 1. Super-Kombination → disqualifiziert Abfahrt → 1. Slalom → ausgeschieden |

## Volksrepublik China
| Männer | Frauen - Du Juanjuan Riesenslalom → nicht gestartet - Liu Yu Riesenslalom → ausgeschieden Slalom → ausgeschieden - Sun Lingling Riesenslalom → ausgeschieden Slalom → ausgeschieden - Xia Lina Riesenslalom → ausgeschieden Slalom → ausgeschieden |

## Zypern
| Männer - Christopher Papamichalopoulos Riesenslalom-Qualifikation → ausgeschieden Slalom-Qualifikation → ausgeschieden | Frauen |